# Capshaw (Alabama)
Capshaw, auch bekannt als Lux, ist ein gemeindefreies Gebiet im Limestone County im Bundesstaat Alabama in den Vereinigten Staaten.

## Geographie
Capshaw liegt im Norden Alabamas im Süden der Vereinigten Staaten. Es liegt etwa 24 Kilometer südlich der Grenze zu Tennessee.
Nahegelegene Orte sind unter anderem Huntsville (umgibt den Ort), Madison (3 km südlich), Harvest (6 km nördlich), Athens (7 km westlich) und Meridianville (18 km nordöstlich).

## Geschichte
Die Vermutungen zur Herkunft des Namens sind unterschiedlich. Zum einen heißt es, der Ort sei nach einer frühen ansässigen Familie benannt worden. Als wahrscheinlicher gilt aber, dass der Name aus der Sprache der Chickasaw stammt und sich von den Wörtern bok kapassa (deutsch: Kalter Bach) oder oka kapassa (deutsch: Kaltes Wasser) ableitet. 1918 wurde ein Postamt eröffnet.

## Verkehr
Etwa 2 Kilometer südlich des Ortes verlaufen auf gemeinsamer Trasse die Alabama State Route 2 und der U.S. Highway 72. 13 Kilometer westlich besteht ein Anschluss an den Interstate 65 sowie den U.S. Highway 31.
Etwa 13 Kilometer südlich befindet sich der Huntsville International Airport, 18 Kilometer südwestlich der Pryor Field Regional Airport, 22 Kilometer nordöstlich der Madison County Executive Airport.